# Intercambio de cromátidas hermanas

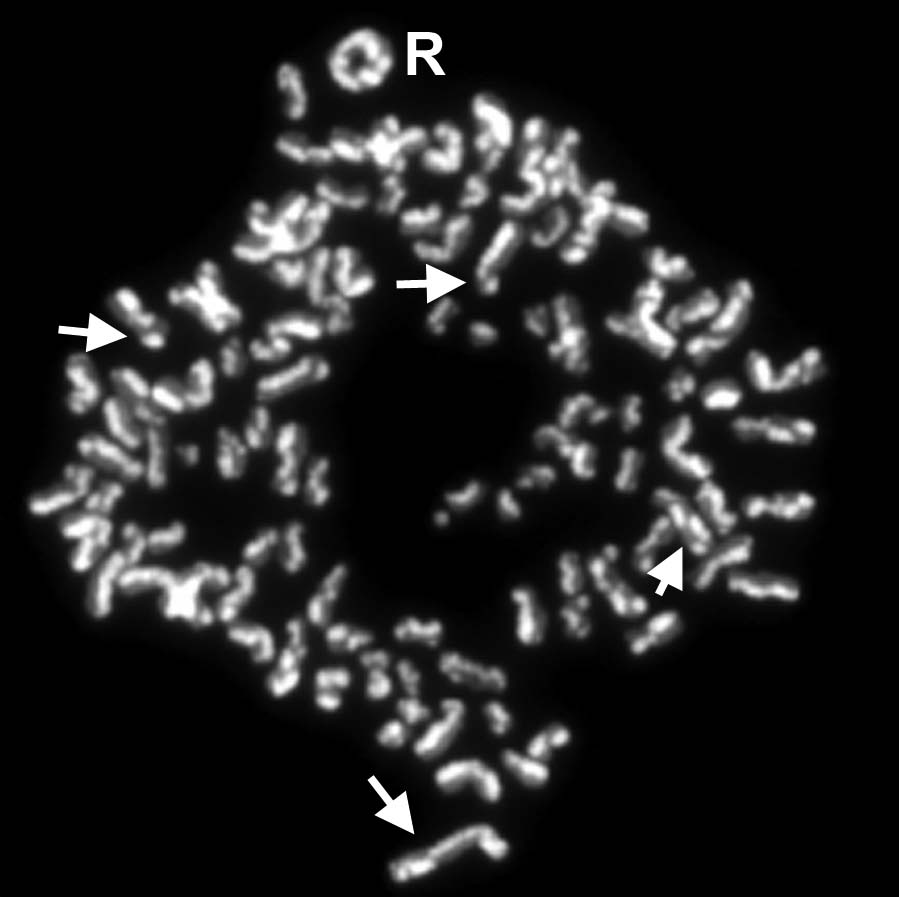
La propagación de metafase de una línea celular que muestra un cromosoma en anillo (R) y varios intercambios de cromátidas hermanas (SCE), algunos de los cuales están indicados por flechas.

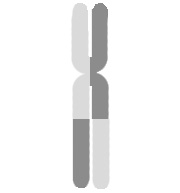
Esquema de intercambio de cromátidas hermanas. Los extremos de las cromátidas están invertidos en la zona inferior.

El intercambio de cromátidas hermanas (SCE, del inglés Sister chromatid exchange) es el intercambio de material genético entre dos cromátidas hermanas idénticas. 
Primero se descubrió usando el método de tinción de Giemsa en una cromátida que pertenece al complejo de cromátidas hermanas antes de la anafase en la mitosis. La tinción reveló que se pasaron pocos segmentos a la cromátida hermana que no se tiñeron. La tinción de Giemsa pudo teñirse debido a la presencia de una base análoga de bromodeoxiuridina que se introdujo en la cromátida deseada. 
La razón de la SCE no se conoce, pero se requiere y se utiliza como prueba mutagénica de muchos productos. De cuatro a cinco intercambios de cromátidas hermanas por par de cromosomas, por mitosis se encuentra en la distribución normal, mientras que los intercambios de 14-100 no son normales y representan un peligro para el organismo. La SCE está elevada en patologías que incluyen el síndrome de Bloom, con tasas de recombinación ~10-100 veces superiores a lo normal, según el tipo de célula. Los SCE frecuentes también pueden estar relacionados con la formación de tumores. 
El intercambio de cromátidas hermanas también se ha observado con mayor frecuencia en B51(+) la enfermedad de Behçet.

## Mitosis
La recombinación mitótica en la levadura incipiente Saccharomyces cerevisiae es principalmente el resultado de procesos de reparación del ADN que responden a daños espontáneos o inducidos que ocurren durante el crecimiento vegetativo. Para que las células de levadura puedan reparar el daño por recombinación homóloga, debe haber presente, en el mismo núcleo, una segunda molécula de ADN que contenga homología de secuencia con la región a reparar. En una célula diploide en la fase G1 del ciclo celular, dicha molécula está presente en forma del cromosoma homólogo. Sin embargo, en la fase G2 del ciclo celular (después de la replicación del ADN), también está presente una segunda molécula de ADN homóloga: la cromátida hermana. La evidencia indica que, debido a la relación cercana especial que comparten, las cromátidas hermanas no solo se prefieren a las cromátidas homólogas distantes como sustratos para la reparación recombinacional, sino que tienen la capacidad de reparar más daños en el ADN que los homólogos.

## Meiosis
Los genomas de organismos diploides en poblaciones naturales son altamente polimórficos para inserciones y deleciones. Durante la meiosis, las rupturas de doble cadena (DSB) que se forman dentro de tales regiones polimórficas deben repararse mediante intercambio cromatídico entre hermanas, en lugar de mediante intercambio homólogo. Un estudio a nivel molecular de la recombinación durante la meiosis de levadura en gemación ha demostrado que los eventos de recombinación iniciados por DSB en regiones que carecen de las secuencias correspondientes en el homólogo no hermano se reparan eficientemente mediante recombinación cromatídica entre hermanas. Esta recombinación ocurre con el mismo tiempo que la recombinación entre homólogos, pero con rendimientos reducidos (de 2 a 3 veces) de moléculas de enlazados con uniones de Holliday. Este estudio y evidencia comparable de otros organismos, indica que la recombinación entre hermanas ocurre frecuentemente durante la meiosis, y hasta un tercio de todos los eventos de recombinación ocurren entre cromátidas hermanas, aunque principalmente por una vía que no involucra intermedios de unión de Holliday.